# Gerrit Horsten
Gerardus ("Gerrit") Antonius Maria Horsten (Tilburg, 16 april 1900 – Arnhem, 23 juli 1961) is een Nederlands voormalig voetballer en voetbaltrainer.
Horsten voetbalde als verdediger tot 1925 bij Willem II en stapte toen over naar Vitesse. Met Vitesse verloor hij in 1927 de finale om de NVB Beker en degradeerde hij in 1935 naar de Tweede klasse, waarna hij zijn spelersloopbaan besloot. Horsten bleef bij Vitesse en trad toe tot de technische commissie. Hij was tussen 1938 en 1946 (gedeeld) hoofdtrainer bij Vitesse. George Roper volgde Horsten op bij Vitesse. Na het vertrek van de Engelsman, nam Horsten tijdelijk zijn weer taken over. Ook na het vertrek van Arend van der Wel in februari 1949 werd hij wederom de eindverantwoordelijke. Daarmee is hij de langstzittende trainer in de clubgeschiedenis.
Tussen 1924 en 1928 kwam hij zes keer uit voor het Nederlands voetbalelftal en hij nam deel aan de Olympische Zomerspelen in 1924. Horsten trouwde op 18 september 1919 in Tilburg met Maria Elisabeth van Tilburg.